# Ipiranga do Norte
Ipiranga do Norte é um município brasileiro do estado de Mato Grosso, instalado em 1 de Janeiro de 2005, desmembrando áreas do município de Tapurah.

## Localização
O município localiza-se a 12º14’22.3” S de latitude e 56º09’08.3” O de longitude na altitude de 470 metros acima do nível do mar, integrando a mesorregião norte mato-grossense e microrregião do alto teles pires.

## História

### O começo: os assentamentos
A localização geográfica de Ipiranga do Norte por si só já dimensiona sua história. Está inserido no contexto histórico de ocupação e expansão das fronteiras agrícolas definidas nas políticas governamentais em meados da década de 50, quando se abriu a possibilidade de compras de terras nesta região. Em outra tentativa e neste momento somando-se a necessidade de resolver questões de ordem social, o Governo Federal através do INCRA estabelece políticas de transferência da propriedade da terra.
A origem da organização social de Ipiranga do Norte ocorreu em meados de 1992 pela ocupação de áreas de terras por um grupo de famílias oriundas do Rio Grande do Sul e que estavam acampadas na cidade de Nobres, Estado de Mato Grosso. A instalação oficial do assentamento de reforma agrária do INCRA ocorreu através da Resolução nº 075 de 12 de agosto de 1993, denominado Projeto Ipiranga, devido a um ponto de referência que era a Fazenda Ipiranga. O projeto foi desenvolvido em duas etapas demarcatórias. A primeira composta por 148 parcelas (lotes) e a segunda por 201, tendo uma área média de 90 ha cada parcela (lote), totalizando o assentamento de 349 famílias.
No período de 1996 a 2000, o INCRA estendeu a área de assentamento, criando parcelas médias de 70 ha e assentando 256 famílias, as quais na sua maioria estavam organizadas em associações de pequenos produtores rurais. Este processo deu origem aos seguintes assentamentos:
- P.A Furnas III;
- P. A. Santa Irene;
- P.A. Mogiana I;
- P.A Cristal Mel;
- P.A Bogorni;
- P.A Mogiana II.

### Emancipação
Em 21 de março de 2000, foi realizada reunião nas dependências da Escola Municipal de 1º Grau Nossa Senhora Aparecida para consulta plebiscitária sobre a criação do município de Ipiranga do Norte. A comissão emancipacionista era formada por uma mulher, Inês Carmen Manfrin, e pelos senhores Dilceu Copetti, José Augusto Leite Fernandes, José Roberto da Silva, Luiz Carlos Lopes Escobar, Messias Alves Dias, Miguel Valdemar Ramos, Orlei José Grasselli, Sadi Zanatta, Valmir Canaver, e Valmir Funghetto, Paulo Centenaro. A homologação do resultado favorável foi expedida no ofício de nº 58/00, pelo Desembargador Orlando de Almeida Perri, Presidente do TRE/MT.
Assim, em 29 de março de 2000 (Lei n° 7.265), Ipiranga do Norte foi emancipada de Tapurah, com redefinição dos limites do município em 30 de janeiro de 2002 (Lei n° 7.640), mas implantação da primeira gestão administrativa ocorreu somente em 1 de janeiro de 2005. Entre 2000 e 2004, a comunidade ficou responsável pela auto-gestão do município, sem poder de gerir os recursos financeiros.
A Câmara Municipal de Ipiranga do Norte teve sua primeira gestão em 2005.

## Últimos prefeitos eleitos
| Ano  | Prefeito                    | Partido | Votos | %     | Ref    |
| ---- | --------------------------- | ------- | ----- | ----- | ------ |
| 2004 | Ilberto Effting             | PPS     | 1.479 | 100   | [ 6 ]  |
| 2008 | Graxa                       | PP      | 897   | 37,55 | [ 7 ]  |
| 2012 | Pedro Ferronatto            | PTB     | 1.185 | 41,55 | [ 8 ]  |
| 2016 | Pedro Ferronatto            | PSDB    | 1.674 | 53,97 | [ 9 ]  |
| 2020 | Graxa                       | DEM     | 2.049 | 55,35 | [ 10 ] |
| 2025 | Juliano "Zoinho" Berticelli | PL      | 2.816 | 62,43 | [ 11 ] |